# Градищанско-хорватский язык
Градищанско-хорватский язык (хорв. gradišćanskohrvatski jezik, часто называется бургенландско-хорватским, от австрийской земли Бургенланд) — южнославянский малый литературный язык (микроязык) на базе хорватского диалекта, расположенного в немецком и отчасти венгерском окружении.
С конца XV века хорваты — беженцы с территорий, оккупированных Османской империей — живут на территории Бургенланда (их культурный центр Айзенштадт, по-славянски Железно). Собственная литературная традиция существовала практически непрерывно. В настоящее время градищанский хорватский официально признан в Бургенланде как язык меньшинства; в провинции насчитывается 19 412 носителей по переписи 2002 года. Носители градищанских диалектов есть и в крупных городах вне Бургенланда — в Вене и Граце — а также в Венгрии и Чехии. Всего их численность, по некоторым оценкам, достигает 70 тысяч.
Среди хорватов, переселившихся в Бургенланд, преобладали носители чакавских диалектов, но были также и говорящие на штокавских и кайкавских; в результате имело место некоторое смешение этих наречий при преобладании первого. Кроме того, диалект Бургенланда развил ввиду многовековой обособленности и влияния немецкого и венгерского языков ряд особых черт.
В формировании литературного градищанско-хорватского языка ещё с XVII века прослеживаются хорватская (прежде всего чакавская), словенская и церковнославянская традиции. Важным стимулом развития литературной формы был принятый ими в Австрии протестантизм, требовавший языка проповеди и богослужения, а затем и хорватское национальное возрождение XIX века, после которого усилилось влияние литературного языка Хорватии. Используется хорватская латиница.
Градищанская норма отличается большой вариативностью в морфологии (например, Р. мн. 'дней' — danov и dnevov); именно в области словоизменения и находятся основные различия между градищанским и загребским хорватским.
Основоположник поэзии — Мате Милорадич (1850—1928), самый крупный прозаик — Игнац Хорват (1895—1973).
Издаётся периодика: Hrvatske novine (Хорватские новости), с 1960, журналы Novi glas (Новый голос, с 1957) и др.